# Bundesautobahn 659
Bundesautobahn 659 (em português: Auto-estrada Federal 659) ou A 659, é uma auto-estrada na Alemanha.
A Bundesautobahn 659 tem 6 km de comprimento.

## Estados
Estados percorridos por esta auto-estrada:
- Hessen
- Baden-Württemberg